# آمیناتا دوکوره
آمیناتا دوکوره (انگلیسی: Aminata Doucouré؛ زادهٔ ۳ آوریل ۱۹۹۴) بازیکن فوتبال اهل مالی است.
وی همچنین در تیم ملی فوتبال Mali بازی کرده‌است.